# هنسویل (آلاباما)
هنسویل (به انگلیسی: Hanceville) شهری در شهرستان کالمن ایالت آلاباما است که مساحت آن ۱۰٫۹۴ کیلومتر مربع است و در سرشماری سال ۲۰۱۰ میلادی، ۲٬۹۸۲ نفر جمعیت داشته و تراکم جمعیتی آن، ۲۷۲٫۵۸ نفر در هر کیلومتر مربع بوده است.